# Kyrklig samverkan i Visby stift
Kyrklig samverkan i Visby stift (KSV) är en regional nomineringsgrupp i Svenska kyrkan. 

## Historik
I kyrkovalet 2009 fick man enligt det preliminära valresultatet 0,17% av rösterna. KSV behöll därmed det mandat i kyrkomötet som man hade sedan tidigare. Gruppens ledamot i kyrkomötet 2005-09 var Inger Harlevi. Mandatperioden därefter och innevarande mandatperiod, 2014-2017, är det Peder Fohlin som representerar gruppen.
Både 2005 och 2009 var KSV, vid sidan av Centerpartiet, den största nomineringsgruppen i Visby stift.

## Kyrkomötet
- 2001: 0,21 %
- 2005: 0,22 %
- 2009: 0,17 %
- 2013: 0,18 %
- 2017: 0,12 %
- 2021: 0,12 %